# Langues turama-kikori
Les langues turama-kikori sont une famille de langues papoues parlées en Papouasie-Nouvelle-Guinée, dans la province du Golfe.

## Classification
Les langues turama-kikori font partie des familles possiblement rattachées, selon Malcolm Ross, à la famille hypothétique des langues de Trans-Nouvelle Guinée. Hammarström rejette cet apparentement et laisse le turama-kikori parmi les familles de langues indépendantes de Nouvelle-Guinée. 

## Liste des langues
Les langues de l'intérieur du golfe sont :
- rumu
- groupe turama-omatian 
  - barikewa
  - ikobi-mena
  - mouwase

## Sources
- (en) Malcolm Ross, 2005, Pronouns as a preliminary diagnostic for grouping Papuan languages, dans Andrew Pawley, Robert Attenborough, Robin Hide, Jack Golson (éditeurs) Papuan pasts: cultural, linguistic and biological histories of Papuan-speaking peoples, Canberra, Pacific Linguistics. p. 15–66.